# Prix Idola St-Jean
Pour un article plus général, voir Fédération des femmes du Québec.
Le Prix Idola St-Jean est un prix québécois visant à souligner la contribution exceptionnelle d'une femme ou d'un groupe de femmes œuvrant depuis plusieurs années à l'amélioration de la situation des femmes au Québec et à l'avancement du féminisme, en conformité avec la mission, les principes et les orientations de la Fédération des femmes du Québec (FFQ). Il a été créé par cette fédération en 1991.
Ce prix est nommé à la mémoire de Idola Saint-Jean (1880 - 1945), journaliste, militante féministe québécoise, pionnière de la lutte pour le droit de vote des femmes et le plus souvent associée au mouvement des suffragettes.

## Lauréates
- 1991 - La Collective Par et Pour Elle inc. de Cowansville
- 1992 - Simonne Monet-Chartrand
- 1993 - Madeleine Parent
- 1994 - Nicole Dorin
- 1995 - Les marcheuses de l'événement Du Pain et des Roses
- 1996 - Le Regroupement provincial des maisons d'hébergement et de transition pour femmes victimes de violence conjugale
- 1997 - Madeleine Lévesque et Shree Mulay
- 1998 - Centre de femmes L'Éclaircie de la Montérégie
- 1999 - Ruth Rose et Mentions spéciales au Collectif le Cinquième Monde et à Sharon Hackett
- 2000 - Collectif des femmes immigrantes et Mention spéciale au groupe Stella, l’amie de Maimie
- 2001 - Vivian Labrie et Mention spéciale aux travailleuses de la Marche mondiale des femmes au Québec et à l’international
- 2002 - Le Centre d'éducation et d'action des femmes (CÉAF)
- 2003 - Les éditions du Remue-ménage
- 2006 - Ana-Maria Seghezzo D’Urbano
- 2007 - L’Intersyndicale des femmes et Mentions spéciales à L’autre Parole et à la Table régionale des groupes de femmes Gaspésie-Iles de la Madeleine
- 2008 - Gisèle Bourret et Nicole Boily
- 2009 -  L’R des centres de femmes du Québec
- 2010 - Léonie Couture, fondatrice de La rue des Femmes de Montréal / Herstreet[2]
- 2010 - France Cormier[3] (Prix ex æquo)
- 2011 - Le Regroupement des femmes de la Côte-de-Gaspé
- 2012 - Micheline Dumont